# Ushimatsu Saitō
Ushimatsu Saitō (斎藤丑松 (Saitō Ushimatsu); né le 24 décembre 1912 à Ibaraki – décédé le 4 juin 1994, est un compositeur et chef d'orchestre japonais.
On sait peu de chose de ce compositeur et chef d'orchestre japonais. Outre Tōkichi Setoguchi, il est l'un des principaux compositeurs de la fanfare de la marine japonaise. Il a écrit avant et pendant la Seconde Guerre mondiale, plusieurs marches patriotiques pour l'orchestre des forces japonaises d'autodéfense à Tokyo.

## Compositions

### Œuvres pour orchestre d'harmonie
- 1938 : The Naval Ensign
- 1939 : Pacific Ocean
- 1940 : The Great Japan
- 1940 : The Japan Empire
- Hazime Osamu 2600
- Into the Sea
- The Patriotic March (Aikoku Koshinkyoku) - (en collaboration avec Tōkichi Setoguchi) - texte de Yukio Morikawa
- The Advance On The Sea